# Siphonostomatoida

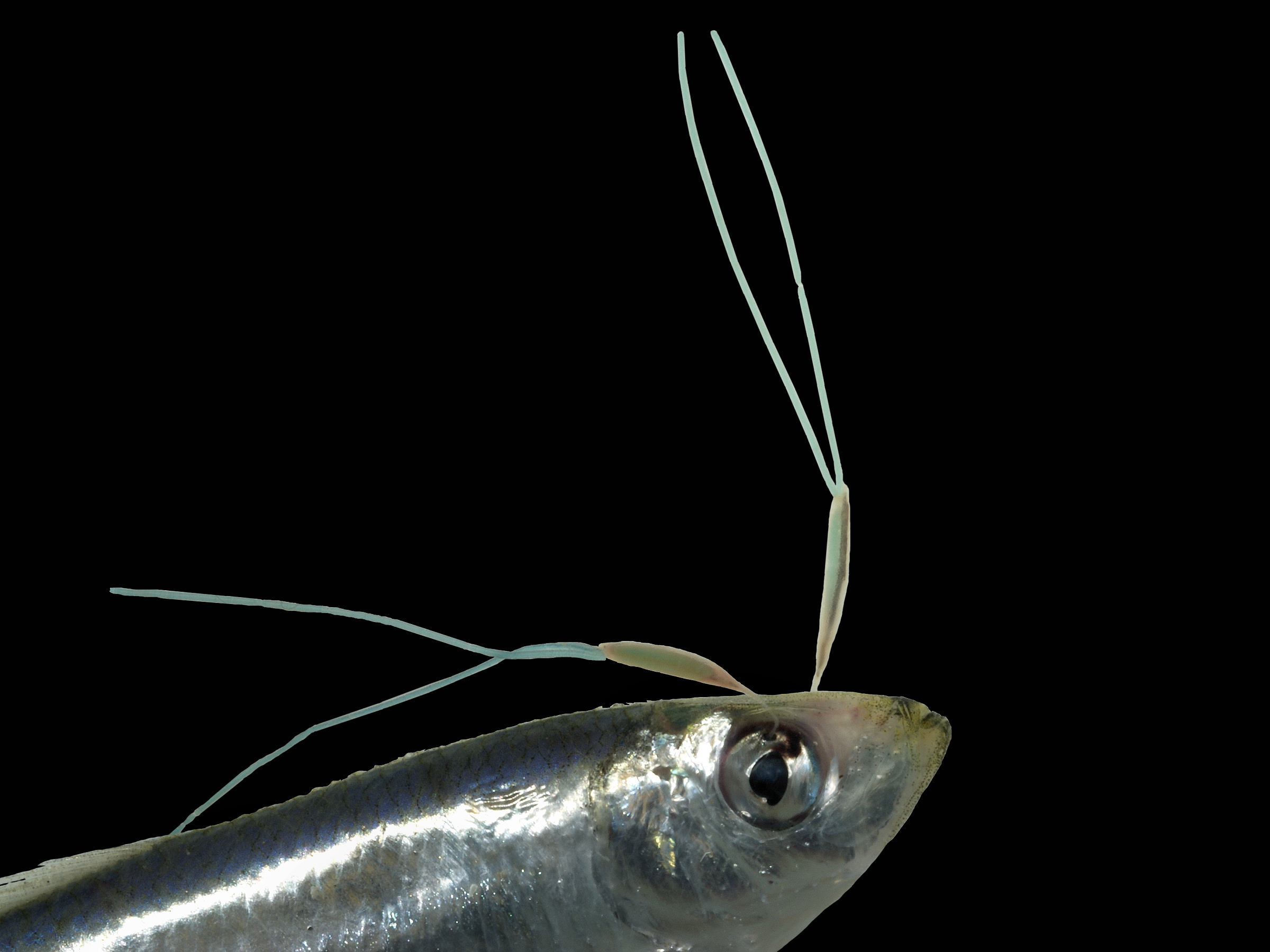
Zwei Individuen von Lernaeenicus sprattae (Familie Penellidae) parasitieren auf dem Auge einer Europäischen Sprotte (Sprattus sprattus). Die langen Fortsätze sind die beiden Eisäcke.

Die Siphonostomatoida bilden eine Ordnung der Ruderfußkrebse (Copepoden) mit parasitischer Lebensweise. Zur Ordnung Siphonostomatoida gehören etwa 75 Prozent aller Arten, die Fische parasitieren.

## Morphologie
Siphonostomatoida sind typischerweise dorsoventral (von oben nach unten) abgeflachte Formen mit einem zweigliedrigen Körper aus einem vorderen Cephalothorax, der von einem unbeweglichen Dorsalschild bedeckt ist, und einem beweglich daran angeschlossenen freien Rumpfabschnitt, der die Geschlechtsorgane trägt.
Die ursprünglichen Formen zeigen eine „cyclopiforme“ Körpergliederung (benannt nach Cyclops), bei der das zweite Rumpfsegment (Thorakomer) ebenfalls mit dem Cephalothorax verschmolzen ist (zum Beispiel Familien Dissonidae und Pandaridae). Bei anderen sind zwei (etwa Familie Trebiidae) oder drei (Familie Caligidae) zusätzliche Rumpfsegmente mit dem Cephalothorax verschmolzen. Bei vielen parasitischen Formen ist aber bei den festsitzenden Weibchen die Segmentierung völlig verlorengegangen, der Körper wirkt äußerlich sack- oder schlauchförmig. Im männlichen Geschlecht sind dann oft Zwergmännchen ausgebildet. Die ersten Antennen sind selten noch vielgliedrig, meist sind sie bei den Männchen zu einem Greiforgan umgebildet. Auch die einästigen zweiten Antennen bilden meist ein hakenförmiges Klammerorgan, manchmal als Subchela ausgebildet. Typisch ist die Umgestaltung des Mundvorraums: Ober- und Unterlippe sind in einen Saugkegel oder ein verlängertes Saugrohr (Sipho genannt) verschmolzen, dieses ist oft beweglich und besitzt stilettförmige Bohrstacheln. Die ersten Maxillen (Maxillula) sind zweilappig, die zweiten (Maxilla) mit Scherenbildung (subchelat), manchmal distal mit dem Haftorgan verwachsen. Auch die Maxillipeden des ersten Rumpfsegments sind meist als subchelate Scheren ausgebildet, mit ihrer Hilfe klammern sich die Männchen vieler Arten an den Weibchen fest. Die zweiten bis fünften Rumpfbeinpaare (Thorakopoden) können als krebstypische Spaltbeine mit zwei dreigliedrigen Ästen ausgebildet sein. Bei stärker abgewandelten parasitischen Familien wie zum Beispiel den artenreichen Caligidae ist der gesamte Vorderkörper von einer Membran umgeben, diese wirkt zusammen mit den umgewandelten Extremitäten als ein einziger Saugnapf. Die verschiedenen scheren- und hakenartigen Extremitäten und zusätzliche Saugnäpfe unterstützen die Verankerung. Dennoch können sich die Tiere ablösen und ggf. frei über die Oberfläche ihres Wirts schwimmen.
Die Weibchen tragen die Eier fast immer festgeheftet in Eisäckchen oder Eischnüren mit sich. Typisch für Fischparasiten sind scheibenförmige Eier, die geldrollenartig in langen Eischnüren hintereinander liegen. Selten werden die Eier einzeln am Wirt festgeheftet.

## Biologie und Lebensweise
Die Ordnung ist beinahe ausschließlich im Meer lebend (marin). Einige fischparasitische Arten werden mit ihrer Wirten, anadromen oder katadromen Wanderfischen, mit ins Süßwasser transportiert und können auch dort überleben.
Siphonostomatoida sind überwiegend Fischparasiten. Einige Hundert Arten sind aber parasitisch oder gelegentlich Kommensalen bei Wirbellosen verschiedenster Gruppen, von Schwämmen bis zu anderen Krebstieren. Frei lebende Arten sind nicht bekannt. Die fischparasitischen Arten leben oft frei verankert auf der Oberfläche des Wirts. Andere, etwa die Familien Eudactylinidae, Kroyeriidae, Dichelesthiidae, Hatschekiidae, Pseudocycnidae und Lernanthropidae sind langgestreckte Tiere, die sich mit ihren Gliedmaßen meist in den Kiementaschen der Fische verankern. Lernaeopodidae, Pennellidae und Sphyriidae mit völlig modifiziertem Körperbau haben Weibchen ganz ohne Segmentierung, die mit besonderen Organen tief in der Haut des Wirts verankert sind. Die größte Art der Siphonostomatoida, Pennella balaenopterae ist ein spezialisierter Parasit von Walen, er erreicht 16 Zentimeter Körperlänge.
Einige Familie, die Invertebraten parasitieren, besitzen den typischen Lebenszyklus der Copepoden, die Entwicklung erfolgt hier über sechs Nauplius- und fünf Copepodit-Larvenstadien. Typisch für die fischparasitischen Arten ist ein abgekürzter Zyklus, mit nur zwei Naupliusstadien, die binnen ein bis zwei Tagen durchlaufen werden. Bei manchen Lernaeopodidae und Pennellidae treten gar keine freien Nauplii mehr auf, das erste freie Larvenstadium ist ein bereits parasitischer Copepodit.

## Phylogenie, Taxonomie und Systematik
Zu den Siphonostomatoida gehören etwa 2260 Arten (Stand 2021).
Die Siphonostomatoida sind eine der klassischen zehn Ordnungen der Copepoda im lange verbindlichen, nach morphologischen Kriterien aufgebauten System nach Huys und Boxshall 1991. Allerdings wird die Schwestergruppe der Siphonostomatoida in ihrer Analyse, die ehemalige Ordnung Poecilostomatoida, heute nicht mehr anerkannt und gilt als paraphyletisch. Moderne Systeme erkennen heute neun oder zehn Ordnungen an, eine verbreitet verwendete Systematik auf Basis von einem Artikel von Sahar Khodami und Kollegen 2017 sollte allerdings nicht mehr verwendet werden, da die zugehörige Publikation zurückgezogen wurde. Eine vorläufige molekulare Analyse von Seong-il Eyun 2017 ergab ein Schwestergruppenverhältnis mit den Cyclopoida.
Es gibt 41 anerkannte Familien (neben einigen Gattungen incertae sedis, ohne Familienzuordnung):
- Archidactylinidae Izawa, 1996
- Artotrogidae Brady, 1880
- Asterocheridae Giesbrecht, 1899
- Brychiopontiidae Humes, 1974
- Caligidae Burmeister, 1835 (Seeläuse)
- Calverocheridae Stock, 1968
- Cancerillidae Giesbrecht, 1897
- Codobidae Boxshall & Ohtsuka, 2001
- Coralliomyzontidae Humes & Stock, 1991
- Dichelesthiidae Milne Edwards, 1840
- Dichelinidae Boxshall & Ohtsuka, 2001
- Dinopontiidae Murnane, 1967
- Dirivultidae Humes & Dojiri, 1981
- Dissonidae Kurtz, 1924
- Ecbathyriontidae Humes, 1987
- Entomolepididae Brady, 1899
- Eudactylinidae Wilson C.B., 1932
- Hatschekiidae Kabata, 1979
- Hyponeoidae Heegaard, 1962
- Kroyeriidae Kabata, 1979
- Lernaeopodidae Milne Edwards, 1840: darunter Ommatokoita elongata
- Lernanthropidae Kabata, 1979
- Megapontiidae Heptner, 1968
- Micropontiidae Gooding, 1957
- Nanaspididae Humes & Cressey, 1959
- Nicothoidae Dana, 1852
- Pandaridae Milne Edwards, 1840
- Pennellidae Burmeister, 1835
- Pontoeciellidae Giesbrecht, 1895
- Pseudocycnidae Wilson C.B., 1922
- Pseudohatschekiidae Tang, Izawa, Uyeno & Nagasawa, 2010
- Rataniidae Giesbrecht, 1897
- Samarusidae Lee J. & I.H. Kim, 2018
- Sciaenophilidae Heegaard, 1966
- Scottomyzontidae Ivanenko, Ferrari & Smurov, 2001
- Sphyriidae Wilson C.B., 1919
- Sponginticolidae Topsent, 1928
- Spongiocnizontidae Stock & Kleeton, 1964
- Stellicomitidae Humes & Cressey, 1958
- Tanypleuridae Kabata, 1969
- Trebiidae Wilson C.B., 1905